# Qualifications pour la Coupe du monde de futsal de 2021
 (janvier 2022).
Navigation
Qualifications 2016 Qualifications 2024
Les qualifications pour la Coupe du monde 2021 de futsal doivent désigner 23 des 24 formations qui disputeront la phase finale, la Lituanie étant déjà qualifiée en tant que pays hôte.
Avant l'attribution de la compétition à la Lituanie, la FIFA avait décidé la répartition suivante entre ses six confédérations :
- AFC (Asie) - 5 qualifiés
- CAF (Afrique) - 3 qualifiés
- CONCACAF (Amérique du Nord, Amérique centrale et Caraïbes) - 4 qualifiés
- CONMEBOL (Amérique du Sud) - 4 qualifiés
- OFC (Océanie) - 1 qualifié
- UEFA (Europe) - 7 qualifiés (dont la Lituanie)

## Les 24 qualifiés
Les matches éliminatoires se terminent en 2021. Les qualifiés sont issus de championnats continentaux ou de compétitions dédiées. Seule l'équipe de Lituanie est qualifiée d'office en tant que nation organisatrice.
| Équipe       | Parcours                                          | Date de qualification | Phase finale | Dernière participation | Meilleure performance | Coupe du monde de 2016 |
| ------------ | ------------------------------------------------- | --------------------- | ------------ | ---------------------- | --------------------- | ---------------------- |
| Lituanie     | Qualifiée d'office                                | 26 octobre 2018       | 1re          | -                      | -                     | -                      |
| Îles Salomon | Champion d'Océanie (en)                           | 2 novembre 2019       | 4e           | 2016                   | Phase de groupe       | Phase de groupe        |
| Russie       | Vainqueur du groupe C du tour Élite               | 1er février 2020      | 7e           | 2016                   | 2e place              | 2e place               |
| Portugal     | Vainqueur du groupe A du tour Élite               | 2 février 2020        | 6e           | 2016                   | 3e place              | 4e place               |
| Espagne      | Vainqueur du groupe B du tour Élite               | 4 février 2020        | 9e           | 2016                   | Vainqueur             | Quart de finale        |
| Égypte       | Finaliste de la Coupe d'Afrique des nations       | 5 février 2020        | 7e           | 2016                   | Quart de finale       | Quart de finale        |
| Kazakhstan   | Vainqueur du groupe D du tour Élite               | 5 février 2020        | 3e           | 2016                   | Huitième de finale    | Huitième de finale     |
| Maroc        | Vainqueur de la Coupe d'Afrique des nations       | 5 février 2020        | 3e           | 2016                   | Phase de groupe       | Phase de groupe        |
| Brésil       | Demi-finaliste des qualifications sud-américaines | 5 février 2020        | 9e           | 2016                   | Vainqueur             | Huitième de finale     |
| Argentine    | Demi-finaliste des qualifications sud-américaines | 6 février 2020        | 9e           | 2016                   | Vainqueur             | Vainqueur              |
| Venezuela    | Demi-finaliste des qualifications sud-américaines | 6 février 2020        | 1re          | -                      | -                     | -                      |
| Paraguay     | Demi-finaliste des qualifications sud-américaines | 6 février 2020        | 7e           | 2016                   | Quart de finale       | Quart de finale        |
| Angola       | Troisième de la Coupe d'Afrique des nations       | 7 février 2020        | 1re          | -                      | -                     | -                      |
| Tchéquie     | Vainqueur du match de barrage                     | 10 novembre 2020      | 4e           | 2012                   | Quart de finale       | -                      |
| Serbie       | Vainqueur du match de barrage                     | 9 décembre 2020       | 2e           | 2012                   | Huitième de finale    | -                      |

## Format des qualifications
|       | Confédération                                   | Compétition                                     | Engagés | Places | Équipes qualifiées                                                 |
| ----- | ----------------------------------------------- | ----------------------------------------------- | ------- | ------ | ------------------------------------------------------------------ |
|       | AFC Asie                                        | Championnat d'Asie de futsal 2020 (en)          | 31      | 5      | Viêt Nam Thaïlande Ouzbékistan Japon Iran                          |
|       | CAF Afrique                                     | Coupe d'Afrique des nations de futsal 2020 (en) | 13      | 3      | Égypte Maroc Angola                                                |
|       | CONCACAF Amérique du Nord, centrale et Caraïbes | Championnat de futsal de la CONCACAF 2020 (en)  | 20      | 4      | Costa Rica Guatemala Panama États-Unis                             |
|       | CONMEBOL Amérique du Sud                        | Qualifications (en)                             | 10      | 4      | Brésil Venezuela Argentine Paraguay                                |
|       | OFC Océanie                                     | Championnat d'Océanie de futsal 2019 (en)       | 8       | 1      | Îles Salomon                                                       |
|       | UEFA Europe                                     | Qualifications                                  | 48+1    | 6+1    | Espagne Portugal Russie Kazakhstan Tchéquie Serbie Lituanie (hôte) |
| Total | Total                                           | Total                                           | 130+1   | 24     |                                                                    |

## Résultats des qualifications par confédération

### Asie (AFC)
L'édition 2020 (en) du Championnat d'Asie de futsal sert de qualifications pour la confédération asiatique. La compétition, prévue à Achgabat, capitale du Turkménistan, du 27 février au 8 mars 2020 est reportée du 23 mars au 3 avril 2021. Les équipes terminant aux cinq premières places de la compétition sont qualifiées pour la Coupe du monde 2021.
- Qualifications : Chaque zone géographique se voit attribuer 3, 4 ou 5 places qu'elle attribue lors de qualifications sauf l'ASEAN qui s'appuie sur son championnat annuel.
- Phase de groupe : le Turkménistan et les quinze qualifiés sont répartis en quatre groupes de quatre. Les deux premiers de chaque groupe se qualifient pour le tour suivant.
- Quarts de finale : le premier de chaque groupe affronte le deuxième d'un autre groupe en quarts de finale. Les quatre vainqueurs se qualifient pour la Coupe du monde 2021.
- Barrages pour la 5e place : les équipes battues en quart de finale s'affrontent sur deux tours (demi-finale et finale). Le vainqueur de ces barrages se qualifie pour la Coupe du monde 2021.

L'édition 2021 du Championnat d'Asie de futsal ayant été annulée le 25 janvier 2021, l'AFC a décidé d'utiliser le classement pour désigner ses représentants. Les trois premiers, l'Iran, le Japon et l'Ouzbékistan, obtiennent ainsi leur qualification pour la coupe du monde. Les quatre suivants doivent se disputer les deux places restantes lors d'un mini-tournoi qui opposera donc l'Irak, le Liban, la Thaïlande et le Vietnam.

#### Phase de groupe
| Rang | Équipe         | Pts | J | G | N | P | Bp | Bc | Diff |  | Résultats (▼ dom., ► ext.) |  |   |   |   |
| ---- | -------------- | --- | - | - | - | - | -- | -- | ---- |  | -------------------------- |  | - | - | - |
| 1    | Turkménistan H | 0   | 0 | 0 | 0 | 0 | 0  | 0  | 0    |  | Turkménistan H             |  | - | - | - |
| 2    | Viêt Nam       | 0   | 0 | 0 | 0 | 0 | 0  | 0  | 0    |  | Viêt Nam                   |  |   | - | - |
| 3    | Tadjikistan    | 0   | 0 | 0 | 0 | 0 | 0  | 0  | 0    |  | Tadjikistan                |  |   |   | - |
| 4    | Oman           | 0   | 0 | 0 | 0 | 0 | 0  | 0  | 0    |  | Oman                       |  |   |   |   |

| Rang | Équipe       | Pts | J | G | N | P | Bp | Bc | Diff |  | Résultats (▼ dom., ► ext.) |  |   |   |   |
| ---- | ------------ | --- | - | - | - | - | -- | -- | ---- |  | -------------------------- |  | - | - | - |
| 1    | Japon        | 0   | 0 | 0 | 0 | 0 | 0  | 0  | 0    |  | Japon                      |  | - | - | - |
| 2    | Liban        | 0   | 0 | 0 | 0 | 0 | 0  | 0  | 0    |  | Liban                      |  |   | - | - |
| 3    | Kirghizistan | 0   | 0 | 0 | 0 | 0 | 0  | 0  | 0    |  | Kirghizistan               |  |   |   | - |
| 4    | Koweit       | 0   | 0 | 0 | 0 | 0 | 0  | 0  | 0    |  | Koweit                     |  |   |   |   |

| Rang | Équipe      | Pts | J | G | N | P | Bp | Bc | Diff |  | Résultats (▼ dom., ► ext.) |  |   |   |   |
| ---- | ----------- | --- | - | - | - | - | -- | -- | ---- |  | -------------------------- |  | - | - | - |
| 1    | Ouzbékistan | 0   | 0 | 0 | 0 | 0 | 0  | 0  | 0    |  | Ouzbékistan                |  | - | - | - |
| 2    | Bahreïn     | 0   | 0 | 0 | 0 | 0 | 0  | 0  | 0    |  | Bahreïn                    |  |   | - | - |
| 3    | Chine       | 0   | 0 | 0 | 0 | 0 | 0  | 0  | 0    |  | Chine                      |  |   |   | - |
| 4    | Indonésie   | 0   | 0 | 0 | 0 | 0 | 0  | 0  | 0    |  | Indonésie                  |  |   |   |   |

| Rang | Équipe          | Pts | J | G | N | P | Bp | Bc | Diff |  | Résultats (▼ dom., ► ext.) |  |   |   |   |
| ---- | --------------- | --- | - | - | - | - | -- | -- | ---- |  | -------------------------- |  | - | - | - |
| 1    | Iran            | 0   | 0 | 0 | 0 | 0 | 0  | 0  | 0    |  | Iran                       |  | - | - | - |
| 2    | Thaïlande       | 0   | 0 | 0 | 0 | 0 | 0  | 0  | 0    |  | Thaïlande                  |  |   | - | - |
| 3    | Corée du Sud    | 0   | 0 | 0 | 0 | 0 | 0  | 0  | 0    |  | Corée du Sud               |  |   |   | - |
| 4    | Arabie saoudite | 0   | 0 | 0 | 0 | 0 | 0  | 0  | 0    |  | Arabie saoudite            |  |   |   |   |

#### Quarts de finale
| Équipe 1 | Résultat | Équipe 2 |
| -------- | -------- | -------- |
|          | -        |          |
|          | -        |          |
|          | -        |          |
|          | -        |          |

#### Barrages pour la5eplace
|  | Demi-finales 5-8 | Demi-finales 5-8 |  |  | Cinquième place | Cinquième place |
|  | Demi-finales 5-8 | Demi-finales 5-8 |  |  | Cinquième place | Cinquième place |
|  |                  |                  |  |  |                 |                 |
|  |                  |                  |  |  |                 |                 |
|  |                  |                  |  |  |                 |                 |
|  |                  |                  |  |  |                 |                 |
|  |                  |                  |  |  |                 |                 |
|  |                  |                  |  |  |                 |                 |
|  |                  |                  |  |  |                 |                 |
|  |                  |                  |  |  |                 |                 |
|  |                  |                  |  |  |                 |                 |
|  |                  |                  |  |  |                 |                 |
|  |                  |                  |  |  |                 |                 |
|  |                  |                  |  |  |                 |                 |
|  |                  |                  |  |  |                 |                 |

### Afrique (CAF)
L'édition 2020 (en) de la Coupe d'Afrique des nations de futsal sert de qualifications pour la confédération africaine. La compétition a lieu à Laâyoune, au Maroc, du 28 janvier au 7 février 2020. Les trois médaillés de la compétition sont qualifiés pour la Coupe du monde 2021.
- Qualifications : dix équipes jouent les qualifications sous forme d'un match aller-retour. Les cinq vainqueurs accèdent au tour suivant.
- Phase de groupe : les trois équipes équipes ayant pris part à la précédente coupe du monde et les cinq qualifiées sont réparties en deux groupes de quatre. Les deux premiers de chaque groupe se qualifient pour le tour suivant.
- Phase finale : le premier de chaque groupe affronte le deuxième de l'autre groupe en demi-finale. Les deux finalistes et le vainqueur du match pour la troisième place se qualifient pour la Coupe du monde 2021.

#### Phase de groupe
| Rang | Équipe             | Pts | J | G | N | P | Bp | Bc | Diff |  | Résultats          |  |     |     |     |
| ---- | ------------------ | --- | - | - | - | - | -- | -- | ---- |  | ------------------ |  | --- | --- | --- |
| 1    | Maroc H            | 9   | 3 | 3 | 0 | 0 | 14 | 1  | +13  |  | Maroc H            |  | 3-0 | 8-1 | 3-0 |
| 2    | Libye              | 6   | 3 | 2 | 0 | 1 | 5  | 4  | +1   |  | Libye              |  |     | 2-1 | 3-0 |
| 3    | Guinée équatoriale | 3   | 3 | 1 | 0 | 2 | 6  | 12 | -6   |  | Guinée équatoriale |  |     |     | 4-2 |
| 4    | Maurice            | 0   | 3 | 0 | 0 | 3 | 2  | 10 | -8   |  | Maurice            |  |     |     |     |

| Rang | Équipe     | Pts | J | G | N | P | Bp | Bc | Diff |  | Résultats  |  |     |     |     |
| ---- | ---------- | --- | - | - | - | - | -- | -- | ---- |  | ---------- |  | --- | --- | --- |
| 1    | Égypte     | 9   | 3 | 3 | 0 | 0 | 15 | 2  | +13  |  | Égypte     |  | 3-0 | 9-0 | 3-2 |
| 2    | Angola     | 6   | 3 | 2 | 0 | 1 | 12 | 8  | +4   |  | Angola     |  |     | 5-1 | 7-4 |
| 3    | Guinée     | 3   | 3 | 1 | 0 | 2 | 4  | 16 | -12  |  | Guinée     |  |     |     | 3-2 |
| 4    | Mozambique | 0   | 3 | 0 | 0 | 3 | 8  | 13 | -5   |  | Mozambique |  |     |     |     |

#### Phase finale
|  | Demi-finales   | Demi-finales   |                        |   | Finale         | Finale         |
|  | Demi-finales   | Demi-finales   |                        |   | Finale         | Finale         |
|  |                |                |                        |   |                |                |
|  | 5 février 2020 | 5 février 2020 |                        |   | 7 février 2020 | 7 février 2020 |
|  | 5 février 2020 | 5 février 2020 |                        |   | 7 février 2020 | 7 février 2020 |
|  | Maroc          | 4              |                        |   | 7 février 2020 | 7 février 2020 |
|  | Maroc          | 4              |                        |   | 7 février 2020 | 7 février 2020 |
|  | Angola         | 0              |                        |   | 7 février 2020 | 7 février 2020 |
|  | Angola         | 0              | Maroc                  | 5 |                |                |
|  | 5 février 2020 |                | Maroc                  | 5 |                |                |
|  |                | Égypte         | 0                      |   |                |                |
|  | Égypte         | Égypte         | 0                      | 5 |                |                |
|  | Égypte         |                |                        | 5 |                |                |
|  | Libye          | 2              |                        |   |                |                |
|  | Libye          | 2              | Match pour la 3e place |   |                |                |
|  |                |                |                        |   |                |                |
|  | 7 février 2020 |                |                        |   |                |                |
|  |                |                |                        |   |                |                |
|  | Angola         | 2              |                        |   |                |                |
|  | Angola         | 2              |                        |   |                |                |
|  | Libye          | 0              |                        |   |                |                |
|  | Libye          | 0              |                        |   |                |                |

### Amérique du Nord, Amérique centrale et Caraïbes (CONCACAF)
Comme précédemment, les qualifiés pour la CONCACAF sont désignés lors du Championnat de futsal de la CONCACAF. Les quatre premiers de l'édition 2020 (en) se qualifient pour la coupe du monde. La compétition, prévue du 1er au 10 mai 2020 à Guatemala, capitale du pays homonyme, est reporté à une date ultérieure.
- Phase qualificative : Les huit équipes inscrites ayant le plus faible classement s'affrontent deux à deux en matchs aller-retour joué au même endroit que la compétition propre. Le vainqueur de chaque confrontation rejoint la phase de groupe.
- Phase de groupe : le Guatemala, les onze autres qualifiés d'office et les quatre vainqueurs de la phase précédente sont répartis en quatre groupes de quatre. Les deux premiers de chaque groupe se qualifient pour le tour suivant.
- Quarts de finale : le premier de chaque groupe affronte le deuxième d'un autre groupe en quarts de finale. Les quatre vainqueurs se qualifient pour la Coupe du monde 2021. Si une nation non éligible atteint ce tour, le classement permet de désigner son remplaçant.

#### Phase de groupe
| Rang | Équipe                       | Pts | J | G | N | P | Bp | Bc | Diff |  | Résultats (▼ dom., ► ext.)   |  |   |   |   |
| ---- | ---------------------------- | --- | - | - | - | - | -- | -- | ---- |  | ---------------------------- |  | - | - | - |
| 1    | Guatemala H                  | 0   | 0 | 0 | 0 | 0 | 0  | 0  | 0    |  | Guatemala H                  |  | - | - | - |
| 2    | Trinité-et-Tobago            | 0   | 0 | 0 | 0 | 0 | 0  | 0  | 0    |  | Trinité-et-Tobago            |  |   | - | - |
| 3    | Guadeloupe*                  | 0   | 0 | 0 | 0 | 0 | 0  | 0  | 0    |  | Guadeloupe*                  |  |   |   | - |
| 4    | Sint Maarten* ou Martinique* | 0   | 0 | 0 | 0 | 0 | 0  | 0  | 0    |  | Sint Maarten* ou Martinique* |  |   |   |   |

| Rang | Équipe              | Pts | J | G | N | P | Bp | Bc | Diff |  | Résultats (▼ dom., ► ext.) |  |   |   |   |
| ---- | ------------------- | --- | - | - | - | - | -- | -- | ---- |  | -------------------------- |  | - | - | - |
| 1    | Panama              | 0   | 0 | 0 | 0 | 0 | 0  | 0  | 0    |  | Panama                     |  | - | - | - |
| 2    | Mexique             | 0   | 0 | 0 | 0 | 0 | 0  | 0  | 0    |  | Mexique                    |  |   | - | - |
| 3    | Curaçao             | 0   | 0 | 0 | 0 | 0 | 0  | 0  | 0    |  | Curaçao                    |  |   |   | - |
| 4    | Suriname ou Guyane* | 0   | 0 | 0 | 0 | 0 | 0  | 0  | 0    |  | Suriname ou Guyane*        |  |   |   |   |

| Rang | Équipe                                               | Pts | J | G | N | P | Bp | Bc | Diff |  | Résultats (▼ dom., ► ext.)                           |  |   |   |   |
| ---- | ---------------------------------------------------- | --- | - | - | - | - | -- | -- | ---- |  | ---------------------------------------------------- |  | - | - | - |
| 1    | Costa Rica                                           | 0   | 0 | 0 | 0 | 0 | 0  | 0  | 0    |  | Costa Rica                                           |  | - | - | - |
| 2    | Canada                                               | 0   | 0 | 0 | 0 | 0 | 0  | 0  | 0    |  | Canada                                               |  |   | - | - |
| 3    | Haïti                                                | 0   | 0 | 0 | 0 | 0 | 0  | 0  | 0    |  | Haïti                                                |  |   |   | - |
| 4    | Saint-Christophe-et-Niévès ou République dominicaine | 0   | 0 | 0 | 0 | 0 | 0  | 0  | 0    |  | Saint-Christophe-et-Niévès ou République dominicaine |  |   |   |   |

| Rang | Équipe                  | Pts | J | G | N | P | Bp | Bc | Diff |  | Résultats (▼ dom., ► ext.) |  |   |   |   |
| ---- | ----------------------- | --- | - | - | - | - | -- | -- | ---- |  | -------------------------- |  | - | - | - |
| 1    | Cuba                    | 0   | 0 | 0 | 0 | 0 | 0  | 0  | 0    |  | Cuba                       |  | - | - | - |
| 2    | États-Unis              | 0   | 0 | 0 | 0 | 0 | 0  | 0  | 0    |  | États-Unis                 |  |   | - | - |
| 3    | Salvador                | 0   | 0 | 0 | 0 | 0 | 0  | 0  | 0    |  | Salvador                   |  |   |   | - |
| 4    | Nicaragua ou Porto Rico | 0   | 0 | 0 | 0 | 0 | 0  | 0  | 0    |  | Nicaragua ou Porto Rico    |  |   |   |   |

* Les pays marqués d'un astérisque ne sont pas affiliés à la FIFA et ne peuvent donc pas se qualifier pour la Coupe du monde.

#### Quarts de finale
| Équipe 1 | Résultat | Équipe 2 |
| -------- | -------- | -------- |
|          | -        |          |
|          | -        |          |
|          | -        |          |
|          | -        |          |

### Amérique du Sud (CONMEBOL)
Comme précédemment, les qualifiés pour la CONMEBOL sont désignés lors d'une compétition dédiée. Les quatre demi-finalistes de ce tournoi (en) se qualifient pour la coupe du monde. La compétition a lieu à Carlos Barbosa, dans le sud du Brésil, du 1er au 9 février 2020.

#### Phase de groupes
| Rang | Équipe   | Pts | J | G | N | P | Bp | Bc | Diff |  | Résultats |  |     |     |     |      |
| ---- | -------- | --- | - | - | - | - | -- | -- | ---- |  | --------- |  | --- | --- | --- | ---- |
| 1    | Brésil H | 12  | 4 | 4 | 0 | 0 | 21 | 0  | +21  |  | Brésil H  |  | 2-0 | 3-0 | 5-0 | 11-0 |
| 3    | Paraguay | 9   | 4 | 3 | 0 | 1 | 11 | 5  | +6   |  | Paraguay  |  |     | 4-1 | 5-1 | 2-1  |
| 2    | Colombie | 6   | 4 | 2 | 0 | 2 | 9  | 9  | 0    |  | Colombie  |  |     |     | 3-1 | 5-1  |
| 4    | Pérou    | 1   | 4 | 0 | 1 | 3 | 4  | 15 | -11  |  | Pérou     |  |     |     |     | 2-2  |
| 5    | Équateur | 1   | 4 | 0 | 1 | 3 | 4  | 20 | -16  |  | Équateur  |  |     |     |     |      |

| Rang | Équipe    | Pts | J | G | N | P | Bp | Bc | Diff |  | Résultats |  |     |     |     |     |
| ---- | --------- | --- | - | - | - | - | -- | -- | ---- |  | --------- |  | --- | --- | --- | --- |
| 1    | Argentine | 12  | 4 | 4 | 0 | 0 | 14 | 3  | +11  |  | Argentine |  | 2-1 | 3-1 | 4-1 | 5-0 |
| 2    | Venezuela | 9   | 4 | 3 | 0 | 1 | 12 | 5  | +7   |  | Venezuela |  |     | 5-1 | 3-2 | 3-0 |
| 3    | Uruguay   | 6   | 4 | 2 | 0 | 2 | 7  | 10 | -3   |  | Uruguay   |  |     |     | 3-2 | 2-0 |
| 4    | Chili     | 3   | 4 | 1 | 0 | 3 | 11 | 11 | 0    |  | Chili     |  |     |     |     | 6-1 |
| 5    | Bolivie   | 0   | 4 | 0 | 0 | 4 | 1  | 16 | -15  |  | Bolivie   |  |     |     |     |     |

### Océanie (OFC)
L'édition 2019 (en) du Championnat d'Océanie de futsal, officiellement OFC Futsal Nations Cup, sert de qualifications pour la confédération océanienne. La compétition a lieu à Païta, dans la banlieue de Nouméa en Nouvelle-Calédonie, du 27 octobre au 2 novembre 2019. Seul le vainqueur de la compétition est qualifié pour la Coupe du monde 2021 :
- Phase de groupe : les huit équipes océaniennes inscrites sont réparties en deux groupes de quatre. Les deux premiers de chaque groupe se qualifient pour le tour suivant.
- Phase finale : le premier de chaque groupe affronte le deuxième de l'autre groupe en demi-finale. Les vainqueurs s'affrontent en finale. Le champion d'Océanie se qualifie pour la Coupe du monde 2021.

#### Phase de groupe
| Rang | Équipe               | Pts | J | G | N | P | Bp | Bc | Diff |  | Résultats            |  |     |      |      |
| ---- | -------------------- | --- | - | - | - | - | -- | -- | ---- |  | -------------------- |  | --- | ---- | ---- |
| 1    | Nouvelle-Zélande     | 9   | 3 | 3 | 0 | 0 | 21 | 3  | +18  |  | Nouvelle-Zélande     |  | 4-2 | 8-1  | 9-0  |
| 2    | Nouvelle-Calédonie H | 6   | 3 | 2 | 0 | 1 | 22 | 5  | +17  |  | Nouvelle-Calédonie H |  |     | 11-1 | 9-0  |
| 3    | Vanuatu              | 3   | 3 | 1 | 0 | 2 | 12 | 22 | -10  |  | Vanuatu              |  |     |      | 10-3 |
| 4    | Samoa américaines    | 0   | 3 | 0 | 0 | 3 | 3  | 28 | -25  |  | Samoa américaines    |  |     |      |      |

| Rang | Équipe       | Pts | J | G | N | P | Bp | Bc | Diff |  | Résultats    |  |     |      |      |
| ---- | ------------ | --- | - | - | - | - | -- | -- | ---- |  | ------------ |  | --- | ---- | ---- |
| 1    | Îles Salomon | 9   | 3 | 3 | 0 | 0 | 24 | 5  | +19  |  | Îles Salomon |  | 7-2 | 4-1  | 13-2 |
| 2    | Tahiti       | 6   | 3 | 2 | 0 | 1 | 37 | 10 | +27  |  | Tahiti       |  |     | 11-1 | 24-2 |
| 3    | Fidji        | 3   | 3 | 1 | 0 | 2 | 11 | 17 | -6   |  | Fidji        |  |     |      | 9-2  |
| 4    | Tonga        | 0   | 3 | 0 | 0 | 3 | 6  | 46 | -40  |  | Tonga        |  |     |      |      |

#### Phase finale
|  | Demi-finales       | Demi-finales      |              |       | Finale          | Finale          |
|  | Demi-finales       | Demi-finales      |              |       | Finale          | Finale          |
|  |                    |                   |              |       |                 |                 |
|  | 1er novembre 2019  | 1er novembre 2019 |              |       | 2 novembre 2019 | 2 novembre 2019 |
|  | 1er novembre 2019  | 1er novembre 2019 |              |       | 2 novembre 2019 | 2 novembre 2019 |
|  | Îles Salomon       | 5                 |              |       | 2 novembre 2019 | 2 novembre 2019 |
|  | Îles Salomon       | 5                 |              |       | 2 novembre 2019 | 2 novembre 2019 |
|  | Nouvelle-Calédonie | 1                 |              |       | 2 novembre 2019 | 2 novembre 2019 |
|  | Nouvelle-Calédonie | 1                 | Îles Salomon | 5 (2) |                 |                 |
|  | 1er novembre 2019  |                   | Îles Salomon | 5 (2) |                 |                 |
|  |                    | Nouvelle-Zélande  | 5 (1)        |       |                 |                 |
|  | Nouvelle-Zélande   | Nouvelle-Zélande  | 5 (1)        | 3     |                 |                 |
|  | Nouvelle-Zélande   |                   |              | 3     |                 |                 |
|  | Tahiti             | 2                 |              |       |                 |                 |
|  | Tahiti             | 2                 |              |       |                 |                 |

### Europe (UEFA)
La Lituanie étant qualifiée en tant qu'organisateur, elle ne participe pas aux qualifications de la zone Europe. Parmi les 54 autres nations affiliées à l'UEFA, 48 participent à la compétition qui se déroule en quatre phases :
- Tour préliminaire : les trente-deux équipes les moins bien classées sont réparties en huit groupes de quatre, chaque groupe se disputant en aller simple dans un des pays qui le composent. Les deux premiers de chaque groupe accèdent au tour principal.
- Tour principal : les seize meilleures équipes et les seize qualifiés sont répartis en huit groupes de quatre, chaque groupe se disputant en aller simple dans un des pays qui le composent. Les deux premiers de chaque groupe accèdent au tour élite.
- Tour élite : les seize pays qualifiés sont répartis en quatre groupes de quatre, chaque groupe se disputant en aller simple dans un des pays qui le composent. Le premier de chaque groupe se qualifie pour la Coupe du monde 2021. Le deuxième accède aux barrages.
- Barrages : les quatre deuxièmes s'affrontent en matchs aller-retour à élimination directe. Les deux vainqueurs sont qualifiés pour la Coupe du monde 2021.

#### Tour élite
| Rang | Équipe      | Pts | J | G | N | P | Bp | Bc | Diff |  | Résultats   |  |     |     |     |
| ---- | ----------- | --- | - | - | - | - | -- | -- | ---- |  | ----------- |  | --- | --- | --- |
| 1    | Portugal H  | 7   | 3 | 2 | 1 | 0 | 8  | 4  | +4   |  | Portugal H  |  | 2-2 | 4-1 | 2-1 |
| 2    | Finlande    | 5   | 3 | 1 | 2 | 0 | 8  | 6  | +2   |  | Finlande    |  |     | 2-2 | 4-2 |
| 3    | Italie      | 4   | 3 | 1 | 1 | 1 | 8  | 9  | -1   |  | Italie      |  |     |     | 5-3 |
| 4    | Biélorussie | 0   | 3 | 0 | 0 | 3 | 6  | 11 | -5   |  | Biélorussie |  |     |     |     |

| Rang | Équipe   | Pts | J | G | N | P | Bp | Bc | Diff |  | Résultats |  |     |     |     |
| ---- | -------- | --- | - | - | - | - | -- | -- | ---- |  | --------- |  | --- | --- | --- |
| 1    | Espagne  | 9   | 3 | 3 | 0 | 0 | 11 | 3  | +8   |  | Espagne   |  | 5-1 | 3-1 | 3-1 |
| 2    | Serbie H | 6   | 3 | 2 | 0 | 1 | 10 | 9  | +1   |  | Serbie H  |  |     | 4-2 | 5-2 |
| 3    | France   | 1   | 3 | 0 | 1 | 2 | 5  | 9  | -4   |  | France    |  |     |     | 2-2 |
| 4    | Ukraine  | 1   | 3 | 0 | 1 | 2 | 5  | 10 | -5   |  | Ukraine   |  |     |     |     |

| Rang | Équipe      | Pts | J | G | N | P | Bp | Bc | Diff |  | Résultats   |  |     |     |     |
| ---- | ----------- | --- | - | - | - | - | -- | -- | ---- |  | ----------- |  | --- | --- | --- |
| 1    | Russie      | 6   | 3 | 2 | 0 | 1 | 14 | 8  | +6   |  | Russie      |  | 4-3 | 3-4 | 7-1 |
| 2    | Croatie H   | 6   | 3 | 2 | 0 | 1 | 8  | 6  | +2   |  | Croatie H   |  |     | 2-0 | 3-2 |
| 3    | Azerbaïdjan | 4   | 3 | 1 | 1 | 1 | 7  | 8  | -1   |  | Azerbaïdjan |  |     |     | 3-3 |
| 4    | Slovaquie   | 1   | 3 | 0 | 1 | 2 | 6  | 13 | -7   |  | Slovaquie   |  |     |     |     |

| Rang | Équipe     | Pts | J | G | N | P | Bp | Bc | Diff |  | Résultat   |  |     |     |     |
| ---- | ---------- | --- | - | - | - | - | -- | -- | ---- |  | ---------- |  | --- | --- | --- |
| 1    | Kazakhstan | 6   | 3 | 2 | 0 | 1 | 10 | 8  | +2   |  | Kazakhstan |  | 5-2 | 1-3 | 4-3 |
| 2    | Tchéquie H | 6   | 3 | 2 | 0 | 1 | 9  | 6  | +3   |  | Tchéquie H |  |     | 4-0 | 3-1 |
| 3    | Roumanie   | 4   | 3 | 1 | 1 | 1 | 7  | 9  | -2   |  | Roumanie   |  |     |     | 4-4 |
| 4    | Slovénie   | 1   | 3 | 0 | 1 | 2 | 8  | 11 | -3   |  | Slovénie   |  |     |     |     |

#### Barrages
Les quatre deuxièmes de groupe participent aux barrages et sont appairés par un tirage au sort intégral. Les vainqueurs de ces confrontations sont qualifiés pour la Coupe du monde 2021.
| Équipe 1 | Résultat          | Équipe 2 | Aller | Retour |
| -------- | ----------------- | -------- | ----- | ------ |
| Croatie  | 4-4, 5-6 t. a. b. | Tchéquie | 2-2   | 2-2 ap |
| Serbie   | 6-5               | Finlande | 1-0   | 5-5    |